# Philippe Couvreur
Pour les articles homonymes, voir Couvreur (patronyme).
Philippe Couvreur, né à Schaerbeek, une commune de Bruxelles (Belgique) le 29 novembre 1951, est un juriste spécialisé dans le droit international. De 2000 à 2019, il est greffier de la Cour internationale de justice (CIJ) de La Haye (Pays-Bas).

## Formation
Après des études secondaires classiques au collège Jean XXIII (Bruxelles), Philippe Couvreur a étudié le droit aux Facultés Notre-Dame de la Paix (Namur) et à l'Université catholique de Louvain et le droit international et européen au King's College de Londres, à l'Université Complutense de Madrid et à l'Université catholique de Louvain. Il a également étudié la philosophie thomiste dans cette dernière université. Philippe Couvreur parle couramment cinq langues (français, néerlandais, anglais, espagnol et italien).

## Carrière professionnelle
Après un passage au service juridique de la Commission des Communautés européennes, Philippe Couvreur occupa successivement plusieurs postes de juriste à la Cour internationale de justice (depuis 1982), notamment le poste de secrétaire juridique principal (chef du service juridique),.
Depuis le 10 février 2000 il est greffier de la Cour internationale de justice, poste auquel il a été réélu à deux reprises pour un mandat de 7 ans.
Il part à la retraite avec effet au 1er juillet 2019. Son successeur au poste de greffier de la CIJ est Philippe Gautier (en).

## Carrière académique
Juriste reconnu, Philippe Couvreur a enseigné le droit européen et international dans de nombreuses universités et académies, notamment :
- de 1976 à 1982, il a été assistant au Centre d'études européennes et à la faculté de droit de l'Université catholique de Louvain
- de 1980 à 1982, il a été professeur visiteur de droit des organisations internationales à la faculté de droit de l'Université de Ouagadougou (Burkina Faso)
- de 1986 à 1996, il fut professeur extraordinaire de droit des gens et de droit constitutionnel comparé à HEC Saint-Louis (Bruxelles)
- de 1997 à 2017, il a exercé les fonctions de maître de conférences invité à la faculté de droit de l'Université catholique de Louvain[1].

Il a également participé à de nombreux colloques, conférences ou séminaires, en Europe et en Asie.
Philippe Couvreur est également membre correspondant de l'Académie royale des sciences morales et politiques d'Espagne (RACMP), ainsi que membre de diverses sociétés savantes.

## Décorations
- Commandeur numéraire des ordres royaux d'Isabelle la Catholique et du Mérite civil (Espagne) ;
- Officier de la Légion d'honneur (France) ;
- Grand Officier de l'Ordre de Léopold (Belgique). Reçu le 18 juin 2019 en reconnaissance de ses 37 ans de services à la Cour[réf. nécessaire].

## Principales publications
Philippe Couvreur est l'auteur d'au moins une cinquantaine d'articles, rédigés en différentes langues, dont :
- La problématique de l’adhésion de l’Espagne aux Communautés européennes, avec E. Cerexhe, Centre d’Etudes Européennes de l’Université catholique de Louvain, juin 1978, 119 pages.
- « Regards sur la Cour permanente de Justice internationale », in The Global Community: Yearbook of International Law and Jurisprudence, Global Trends: Law, Policy & Justice Essays in Honour of Professor Giuliana Ziccardi Capaldo, Mahmoud Cherif Bassiouni et al. (eds.), New York; Oxford University Press USA, 2013, pp. 101‑115.
- « La Corte Internacional de Justicia: su contribución al Derecho Internacional », in España y la práctica del Derecho Internacional. LXXV Aniversario de la Asesoría Jurídica Internacional del MAEC, José Martín y Pérez de Nanclares (dir.), Colección Escuela Diplomática no 20, 2014, pp. 145‑158.
- « Notes sur la Cour internationale de justice et la volonté des États », in Les limites du droit international : Essais en l’honneur de Joe Verhoeven, Pierre d’Argent, Béatrice Bonafé, Jean Combacau, (coord.), Bruylant, Bruxelles, 2015, pp. 423‑447.
- « The International Court of Justice », in The Contribution of International and Supranational Courts to the Rule of Law, Geert De Bare, Jan Wouters, (eds.), Leuven Centre for Global Governance Studies, Elgar Publishing, 2015, pp. 85‑126.
- « La Ville libre de Dantzig devant la Cour permanente de Justice Internationale », in Contemporary Developments in International Law: Essays in Honour of Budislav Vukas, Rüdiger Wolfrum et al. (eds.), Brill/Nijhoff, Leiden/Boston, 2016, pp. 3‑25.
- « Privileges and Immunities of Members of the International Court of Justice, the Registrar and Officials of the Registry, and Other Persons Connected with the Business of the Court »,  in The Conventions on the Privileges and Immunities of the United Nations and its Specialized Agencies. A Commentary, August Reinisch (ed.), Oxford University Press, 2016, pp. 859‑871.
- « Le 'droit colonial' dans le contentieux frontalier terrestre, à la lumière de la jurisprudence récente de la CIJ », in Droit des frontières internationales, Pierre d’Argent, Evelyne Lagrange, Stefan Oeter, (dir.), Pedone, Paris, 2016, pp. 127‑144.
- « L’œuvre de la CIJ à la veille de son 70e anniversaire. Son rôle dans la réalisation des buts et principes des Nations Unies », Romanian Journal of International Law, vol. 17 (2017), pp. 8–25.
- The International Court of Justice and the Effectiveness of International Law, Collected Courses of the Xiamen Academy of International Law, vol. 9, Brill/Martinus Nijhoff, Leiden, 2016, 271 p.
- « The Use of Technical Experts by the International Court of Justice », in New Approaches to the Law of the Sea — In Honour of José Antonio de Yturriaga, Pablo Antonio Fernández-Sánchez (dir.), Nova Publishers, New York, 2017, pp. 111‑124.
- « Estoppel : synonyme pédant de la bonne foi », in Dictionnaire des idées reçues du droit international, Pedone, Paris, 2017, pp. 221‑228.
- « La Grèce et la justice internationale », in Liber Amicorum Stelios Perrakis, Sideris Publications, Athènes, 2017, pp. 79-96.
- « 70 years of the International Court of Justice : how does it remain relevant in a changing world? », Sophia Law Review, vol. 61 (2017), pp. 1-15.